# Massacre de 2013 au Nanga Parbat
Le massacre de 2013 au Nanga Parbat est une attaque terroriste qui s'est déroulée le 22 juin 2013 au Nanga Parbat (Pakistan). Seize terroristes, ayant revêtu l'uniforme des Gilgit Scouts déferlent sur le camp de base des alpinistes et tuent 11 personnes : 10 alpinistes et un guide local.  
Les victimes sont issues de divers pays : Ukraine, Chine, Slovaquie, Lituanie et Népal,,. Un citoyen chinois, après avoir repris connaissance car épargné par les balles, parvient à échapper aux assaillants et un grimpeur letton a eu la chance de se trouver hors du camp au moment de l'attaque. Le Nanga Parbat est l'un des quatorze sommets de plus de 8 000 mètres d'altitude et attire nombre de trekkers et alpinistes en été, là où les conditions météorologiques sont les plus favorables.
Le Tehrik-e-Taliban Pakistan revendique l'attaque le jour même et présente cette dernière comme une vengeance contre les frappes de drones américains ayant tué le commandant taliban Wali ur-Rehman le 29 mai 2013.